# Beatz Volume 2
Albums de Large Professor
Beatz Volume 1
(2006) Main Source
(2008)
Beatz Volume 2 est le quatrième album studio de Large Professor, sorti le 13 novembre 2007. 

## Liste des titres
| No  | Titre                | Contient un (des) sample(s) de | Durée |
| --- | -------------------- | ------------------------------ | ----- |
| 1.  | Millenium            |                                | 2:14  |
| 2.  | Xtra P For President |                                | 3:06  |
| 3.  | Slickmoney           | Sweetie Pie de Stone Alliance  | 2:55  |
| 4.  | We Have a Winner     |                                | 3:32  |
| 5.  | Mathematics          |                                | 2:48  |
| 6.  | Skyline Pool         |                                | 3:03  |
| 7.  | Cool Out             |                                | 2:21  |
| 8.  | Don't Change         |                                | 2:59  |
| 9.  | Shotz Fired          |                                | 2:27  |
| 10. | The Highst           |                                | 2:46  |
| 11. | NY at Night          |                                | 3:59  |
| 12. | Good in the Hood     |                                | 3:40  |
| 13. | A Caint Stop         |                                | 3:03  |
| 14. | Oh Winz              | Whats the Use de Jimmy Owens   | 3:20  |
| 15. | Third Guitar         |                                | 3:22  |
| 16. | We Pro Gress         |                                | 3:39  |

| 17. | Disco Club      | 3:53 |
| 18. | Hood in the USA | 3:43 |